# Populus flexibilis
Populus flexibilis là một loài thực vật có hoa trong họ Liễu. Loài này được Roz. miêu tả khoa học đầu tiên.